# Saint Vincent és a Grenadine-szigeteki labdarúgó-válogatott
A Saint Vincent és a Grenadine-szigeteki labdarúgó-válogatott – avagy becenevükön Vincy Heat – Saint Vincent és a Grenadine-szigetek nemzeti csapata, amelyet a Saint Vincent és a Grenadine-szigeteki labdarúgó-szövetség (angolul: Saint Vincent and the Grenadines Football Federation) irányít. A CONCACAF-tag szigetország legnagyobb sikerét az 1995-ös karibi kupa ezüstéremmel, illetve az 1996-os CONCACAF-aranykupa részvétellel érte el. Labdarúgó-világbajnokságon még nem vett részt.

## Korábbi mérkőzések 2008-ban
| Időpont           | Helyszín   | Ellenfél       | Eredmény | Kiírás       |
| ----------------- | ---------- | -------------- | -------- | ------------ |
| 2008. január 13.  | Blairmont  | Guyana (i)     | 0 – 1    | Barátságos   |
| 2008. január 27.  | Kingstown  | Guyana (o)     | 2 – 2    | Barátságos   |
| 2008. február 10. | Kingstown  | Grenada (o)    | 1 – 2    | Barátságos   |
| 2008. február 29. | Les Abymes | Guadeloupe (i) | 2 – 1    | Barátságos   |
| 2008. március 13. | Kingstown  | Barbados (o)   | 0 – 2    | Barátságos   |
| 2008. június 3.   | Kingston   | Jamaica (i)    | 1 – 5    | Barátságos   |
| 2008. június 15.  | Kingstown  | Kanada (o)     | 0 – 3    | Vb-selejtező |
| 2008. június 20.  | Montréal   | Kanada (i)     | 1 – 4    | Vb-selejtező |

## Következő mérkőzések
Nincs lekötött mérkőzésük.

## Nemzetközi eredmények
Karibi kupa
- Ezüstérmes: 1 alkalommal (1995)

CFU-bajnokság
- Ezüstérmes: 1 alkalommal (1979)

## Világbajnoki szereplés
- 1930 – 1990: Nem indult.
- 1994 – 2014: Nem jutott be.

## CONCACAF-aranykupa-szereplés
- 1991: Nem indult.
- 1993: Nem jutott be.
- 1996: Csoportkör.
- 1998: Nem jutott be.
- 2000: Nem jutott be.
- 2002: Nem jutott be.
- 2003: Nem indult.
- 2005: Nem jutott be.
- 2007: Nem jutott be.
- 2009: Nem jutott be.
- 2011: Nem jutott be.
- 2013: Nem jutott be.
- 2015: Nem jutott be.

## Játékosok

### Híresebb játékosok
- Ezra Hendrickson
- Kendall Velox
- Melvin Andrews
- Shandel Samuel
- Wesley Charles
- Cornelius Bernard Huggins
- Marlon Alex James
- Wesley John